# Sergio Sibrián
Sergio Aldair Sibrián Molina (ur. 8 lipca 2004) – salwadorski piłkarz występujący na pozycji bramkarza, od 2023 roku zawodnik Once Deportivo.